# Homewood (Alabama)
Homewood és una població dels Estats Units a l'estat d'Alabama. Segons el cens del 2000 tenia 25.043 habitants.

## Demografia
Segons el cens del 2000, Homewood tenia 25.043 habitants, 10.688 habitatges, i 5.878 famílies. La densitat de població era de 1.163,6 habitants/km².
Dels 10.688 habitatges en un 27,2% hi vivien nens de menys de 18 anys, en un 41% hi vivien parelles casades, en un 11,4% dones solteres, i en un 45% no eren unitats familiars. En el 36,2% dels habitatges hi vivien persones soles el 9,4% de les quals corresponia a persones de 65 anys o més que vivien soles. El nombre mitjà de persones vivint en cada habitatge era de 2,16 i el nombre mitjà de persones que vivien en cada família era de 2,87.
Per edats la població es repartia de la següent manera: un 20,3% tenia menys de 18 anys, un 17,8% entre 18 i 24, un 34% entre 25 i 44, un 17,3% de 45 a 60 i un 10,6% 65 anys o més.
L'edat mitjana era de 30 anys. Per cada 100 dones hi havia 86 homes. Per cada 100 dones de 18 o més anys hi havia 81,9 homes.
La renda mitjana per habitatge era de 55.431 $ i la renda mitjana per família de 70.256 $. Els homes tenien una renda mitjana de 40.969 $ mentre que les dones 34.694 $. La renda per capita de la població era de 25.491 $. Aproximadament el 4,4% de les famílies i el 7,6% de la població estaven per davall del llindar de pobresa.

## Poblacions properes
El següent diagrama mostra les poblacions més properes.